# Hanna Schreiber
Hanna Schreiber z d. Jodełka (ur. 2 kwietnia 1981) – polska politolożka, doktor habilitowana nauk humanistycznych specjalizująca się w międzynarodowych stosunkach kulturalnych, wykładowczyni na Wydziale Nauk Politycznych i Studiów Międzynarodowych Uniwersytetu Warszawskiego.

## Życiorys
W ramach Międzywydziałowych Indywidualnych Studiów Humanistycznych ukończyła w 2005 z wyróżnieniem Wydział Prawa i Administracji Uniwersytetu Warszawskiego (praca: Ochrona niematerialnego dziedzictwa kulturowego w prawie międzynarodowym), rok później także z wyróżnieniem politologię na WDiNP (praca: Ochrona dóbr kultury w konfliktach zbrojnych), a w 2010 historię sztuki na Wydziale Historycznym Uniwersytetu Warszawskiego (praca: Koncepcja „sztuki prymitywnej” w teorii kolekcjonerstwa. Od „gabinetów osobliwości” od współczesnych kolekcji prywatnych i muzealnych – szkic problematyki). W 2012 na Wydziale Dziennikarstwa i Nauk Politycznych UW obroniła z wyróżnieniem doktorat pt. Świadomość międzykulturowa w operacjach wielonarodowych sił wojskowych (promotorka – Grażyna Michałowska). 15 października 2020 na WNPiSM UW uzyskała stopień doktor habilitowanej na podstawie osiągnięcia naukowego Kultura jako przedmiot analizy w stosunkach międzynarodowych: wymiar teoretyczno-metodologiczny, prawnomiędzynarodowy i polityczny.
Wykładowczyni Instytutu Stosunków Międzynarodowych UW, a po jego przekształceniu Katedry Metodologii Badań nad Polityką Wydziału Nauk Politycznych i Studiów Międzynarodowych UW. Prowadzi bądź prowadziła zajęcia z: międzynarodowych stosunków kulturalnych, kultury w prawie międzynarodowym, świadomości międzykulturowej, instytucji międzynarodowej współpracy kulturalnej, antropologii kultury, socjologii stosunków międzynarodowych. Wykłada także na kursach doskonalenia zawodowego oficerów Wojska Polskiego w Akademii Obrony Narodowej oraz w NATO MP COE w Bydgoszczy.
Stypendystka Uniwersytetu Ludwika i Maksymiliana w Monachium (2004/2005), Ministra Edukacji Narodowej i Sportu, laureatka stypendium dla wybitnych młodych naukowców Ministra Nauki i Szkolnictwa Wyższego (2012–2015).
Wiceprzewodnicząca Rady ds. Niematerialnego Dziedzictwa Kulturowego powołanej przy Ministrze Kultury i Dziedzictwa Narodowego, członkini m.in.: Rady Naukowej Stowarzyszenia Twórców Ludowych, Rady Fundacji Obserwatorium Żywej Kultury, Polskiego Towarzystwa Studiów Międzynarodowych, European Society of International Law, Stowarzyszenia Prawa Międzynarodowego, International Society for Ethnology and Folklore. Współpracuje z Polskim Komitetem ds. UNESCO oraz Narodowym Instytutem Dziedzictwa.
W 2024 otrzymała odznakę honorową „Zasłużony dla Kultury Polskiej”.

## Publikacje
- Koncepcja „sztuki prymitywnej”. Odkrywanie, oswajanie i udomowienie Innego w świecie Zachodu, Wydawnictwa Uniwersytetu Warszawskiego, Warszawa 2012.
- Świadomość międzykulturowa. Od militaryzacji antropologii do antropologizacji wojska, Wydawnictwa Uniwersytetu Warszawskiego, Warszawa 2013.
- Konwencje UNESCO w dziedzinie kultury. Komentarz [wraz z: Katarzyna Zalasińska, Wojciech Kowalski, Katarzyna Piotrowska-Nosek], Wydawnictwo Wolters Kluwer, Warszawa 2014.
- Religia w stosunkach międzynarodowych [redakcja wraz z Anną Solarz], Wydawnictwa Uniwersytetu Warszawskiego, Warszawa 2012.
- Bezpieczeństwo dla rozwoju. Komunikacja międzykulturowa w operacjach reagowania kryzysowego [redakcja wraz z Andrzejem Czupryńskim, Leszkiem Elakiem], Wydawnictwo Akademii Obrony Narodowej, Warszawa 2012.
- Kultura w stosunkach międzynarodowych, t.1: Zwrot kulturowy [redakcja wraz z Grażyną Michałowską], Wydawnictwa Uniwersytetu Warszawskiego, Warszawa 2013.
- Kultura w stosunkach międzynarodowych, t.2: Pułapki kultury [redakcja wraz z G. Michałowską i Justyną Nakonieczną], Wydawnictwa Uniwersytetu Warszawskiego 2014.
- Culture(s) in International Relations [redakcja wraz z G. Michałowską], Peter Lang Verlag 2017.
- Intangible cultural heritage. Safeguarding Experiences in Central and Eastern European Countries and China – 10th Anniversary of Entry into Force of the 2003 UNESCO Convention through the Prism of Sustainable Development (red.), National Heritage Board of Poland, Warsaw 2017.
- Niematerialne dziedzictwo kulturowe. Doświadczenia w ochronie krajów Europy Środkowej i Wschodniej oraz Chin – 10-lecie wejścia w życie Konwencji UNESCO z 2003 roku w perspektywie zrównoważonego rozwoju (red.), Narodowy Instytut Dziedzictwa, Warszawa 2017.
- Stosunki międzynarodowe. Antologia tekstów źródłowych. Tom 1. Korzenie dyscypliny – do 1989 roku, Wydawnictwa Uniwersytetu Warszawskiego, Warszawa 2018 (red. wspólnie z Anną Wojciuk).